# Błędowo (powiat nowodworski)
Błędowo – wieś sołecka w Polsce położona w województwie mazowieckim, w powiecie nowodworskim, w gminie Pomiechówek. Leży nad Wkrą.
W latach 1975–1998 miejscowość należała administracyjnie do województwa warszawskiego.
Błędowo jest jednym z 26 sołectw podlegającym administracyjnie gminie Pomiechówek. Miejscowość sąsiaduje z trzema wsiami Śniadówko, Goławice Pierwsze i Borkowo. Najbliższymi większymi miastami są: Pomiechówek, Nowy Dwór Mazowiecki oraz Nasielsk.